# Балтійське пасмо
Балтійське пасмо — смуга грядово-пагорбистого моренного рельєфу, розташована уздовж південно-східного берега Балтійського моря.

## Географія
Простягається від Данії (східна частина півострова Ютландія) через Німеччину, Польщу на схід в Прибалтику, у тому числі Калінінградську область РФ, Білорусь до річки Західна Двіна (деякі дослідники вважають, що Балтійське пасмо досягає Фінської затоки). Загальна довжина близько 1500 км, ширина 80–90 км, висота 200—300 м. Широко представлені кінцеві морени, ози, друмліни. В улоговинах між пагорбами — численні озера (найбільші — Мюриц, Снярдви, Мамри).

## Флора
Для Балтійського пасма характерні широколистяні й мішані ліси. Балтійське пасмо розділено долинами річок на окремі височини: Мекленбурзьке поозер'я (також Мекленбурзьке озерне плато) у Німеччині (Мекленбург — Передня Померанія), Поморське поозер'я і Мазурське поозер'я на території північної Польщі. Більша частина форм рельєфу Балтійського пасма виникла під час верхньоплейстоценового заледеніння. З півдня Балтійське пасма облямоване зандровими рівнинами й прадолинами, з півночі — рівнинами основної морени.